# يان ماكدونالد (سياسي)
يان ماكدونالد (بالإنجليزية: Ian Macdonald)‏ هو فلاح وسياسي بريطاني، ولد في 1934. حزبياً، نشط في الحزب القومي الاسكتلندي.